# Lydia Andrade
Lydia Nunes Martins Andrade (* 20. Februar 1999 in Grabs) ist eine schweizerisch-angolanische Fussballspielerin, die aktuell beim 1. FC Köln unter Vertrag steht.

## Karriere

### Vereine
Ihr Debüt im Seniorinnenbereich gab Andrade am 8. Oktober 2017 für die U21-Mannschaft der FC Zürich Frauen. Im Sommer 2019 rückte sie in die 1. Mannschaft auf, für die sie 46 Spiele in der Women’s Super League sowie sechs Partien in der UEFA Women’s Champions League absolvierte; 2022 wurde sie mit Zürich Meister und Cupsieger. Zur Saison 2022/23 wechselte sie nach Deutschland zum Bundesligaaufsteiger SV Meppen. Zur Saison 2023/24 wurde sie vom Bundesliganeuling RB Leipzig verpflichtet, mit dem sie einen bis zum 30. Juni 2025 datierten Vertrag unterzeichnete. Ende Mai 2025 wurde bekanntgegeben, dass Andrade auf die Saison 2025/26 hin zum 1. FC Köln wechseln werde. Sie unterschrieb einen Vertrag bis 2027.

### Nationalmannschaft
Zu Beginn der Qualifikationsrunde für die EM 2025 wurde Andrade im April 2024 von Nationaltrainerin Pia Sundhage erstmals für die A-Nationalmannschaft berufen. Ihr Länderspieldebüt gab sie am 9. April in der Partie gegen Aserbaidschan; beim 4:0-Sieg der Schweizerinnen wurde sie in der 46. Minute eingewechselt.

## Erfolge
- Schweizer Meister: 2022 (mit FC Zürich Frauen)
- Schweizer Cupsieger: 2022 (mit FC Zürich Frauen)